# Falan (ort)
Falan är en ort i Colombia.   Den ligger i departementet Tolima, i den centrala delen av landet, 110 km nordväst om huvudstaden Bogotá. Falan ligger 875 meter över havet och antalet invånare är 5 234.
Terrängen runt Falan är lite bergig, och sluttar brant österut. Runt Falan är det ganska tätbefolkat, med 52 invånare per kvadratkilometer. Närmaste större samhälle är Fresno, 10,5 km väster om Falan. Omgivningarna runt Falan är huvudsakligen savann.